# Villers-la-Ville (Alt Saona)
Villers-la-Ville és un municipi francès situat al departament de l'Alt Saona i a la regió de Borgonya - Franc Comtat. L'any 2007 tenia 159 habitants.

## Demografia

### Població
El 2007 la població de fet de Villers-la-Ville era de 159 persones. Hi havia 59 famílies, de les quals 20 eren unipersonals (16 homes vivint sols i 4 dones vivint soles), 8 parelles sense fills, 23 parelles amb fills i 8 famílies monoparentals amb fills.
La població ha evolucionat segons el següent gràfic:
Habitants censats

### Habitatges
El 2007 hi havia 68 habitatges, 63 eren l'habitatge principal de la família, 2 eren segones residències i 4 estaven desocupats. 64 eren cases i 2 eren apartaments. Dels 63 habitatges principals, 55 estaven ocupats pels seus propietaris, 6 estaven llogats i ocupats pels llogaters i 2 estaven cedits a títol gratuït; 1 tenia dues cambres, 9 en tenien tres, 13 en tenien quatre i 40 en tenien cinc o més. 55 habitatges disposaven pel capbaix d'una plaça de pàrquing. A 30 habitatges hi havia un automòbil i a 29 n'hi havia dos o més.

### Piràmide de població
La piràmide de població per edats i sexe el 2009 era:
| Homes | Edats   | Dones |
| ----- | ------- | ----- |
| 0     | 95 o +  | 0     |
| 0     | 90 a 94 | 0     |
| 4     | 85 a 89 | 4     |
| 0     | 80 a 84 | 0     |
| 4     | 75 a 79 | 4     |
| 0     | 70 a 74 | 4     |
| 4     | 65 a 69 | 0     |
| 0     | 60 a 64 | 0     |
| 4     | 55 a 59 | 0     |
| 8     | 50 a 54 | 4     |
| 4     | 45 a 49 | 4     |
| 0     | 40 a 44 | 12    |
| 12    | 35 a 39 | 4     |
| 8     | 30 a 34 | 4     |
| 4     | 25 a 29 | 8     |
| 4     | 20 a 24 | 0     |
| 4     | 15 a 19 | 4     |
| 4     | 10 a 14 | 4     |
| 12    | 5 a 9   | 4     |
| 8     | 0 a 4   | 4     |

## Economia
El 2007 la població en edat de treballar era de 98 persones, 69 eren actives i 29 eren inactives. De les 69 persones actives 62 estaven ocupades (37 homes i 25 dones) i 7 estaven aturades (2 homes i 5 dones). De les 29 persones inactives 17 estaven jubilades, 4 estaven estudiant i 8 estaven classificades com a «altres inactius».

### Ingressos
El 2009 a Villers-la-Ville hi havia 65 unitats fiscals que integraven 161 persones, la mediana anual d'ingressos fiscals per persona era de 16.423 €.

### Activitats econòmiques
Dels 5 establiments que hi havia el 2007, 3 eren d'empreses de comerç i reparació d'automòbils, 1 d'una empresa d'hostatgeria i restauració i 1 d'una empresa immobiliària.
L'únic servei als particulars que hi havia el 2009 era un taller de reparació d'automòbils i de material agrícola.
L'any 2000 a Villers-la-Ville hi havia 8 explotacions agrícoles que ocupaven un total de 468 hectàrees.

## Poblacions més properes
El següent diagrama mostra les poblacions més properes.